# Cocoon 繭
《cocoon 繭》是由日本漫畫家今日町子所創作的漫畫作品，於2010年由秋田書店出版。2023年6月27日，宣佈改編電視動畫將於2025年夏季播放。2025年2月14日，宣佈電視動畫標題為《cocoon 繭 ～來自某個夏天的少女們～》，於2025年3月下旬在NHK BS先行播放，2025年8月在NHK綜合頻道正式播放。

## 登場人物
桑（聲：伊藤萬理華）
真由（聲：滿島光）
由里（聲：古賀葵）
真里（聲：赤崎千夏）
惠津子
玉城（聲：日笠陽子）
雛（聲：本村玲奈）

## 出版書籍
| 秋田書店     | 秋田書店               | 臉譜文化      | 臉譜文化               |
| 發售日期     | ISBN                   | 發售日期      | ISBN                   |
| ------------ | ---------------------- | ------------- | ---------------------- |
| 2010年8月5日 | ISBN 978-4-25-310490-6 | 2021年7月29日 | ISBN 978-986-235-989-1 |

## 獎項
2010年日本新媒體動漫藝術節審查委員會推薦作品

## 外部連結
- COCOON  | 秋田書店 （日語）